# هاينر فريدريك
هاينر فريدريك (بالإنجليزية: Heiner Friedrich؛ بالألمانية: Heiner Friedrich) هو تاجر أعمال فنية ألماني وأمريكي، ولد في 14 أبريل 1938 في شتشين في بولندا.